# Afronothrus incisivus
Afronothrus incisivus är en kvalsterart som beskrevs av Wallwork 1961. Afronothrus incisivus ingår i släktet Afronothrus och familjen Trhypochthoniidae. Inga underarter finns listade i Catalogue of Life.